# ショーン・ペロン
ショーン・グレゴリー・ペロン（Sean Gregory Peron, 1981年8月10日 - ）は、東京在住のアメリカ・アリゾナ州出身の俳優。

## プロフィール
- ニックネーム：ショーン・ペロン
- 性別：ナイス・ガイ
- 誕生日：1981年8月10日
- 血液型：A型
- 出身地：アメリカ、ミシガン州
- 出没地：渋谷、中目黒、自由が丘

## フィルモグラフィー
- サウスバウンド（2007年）